# David Richards (motorsport)

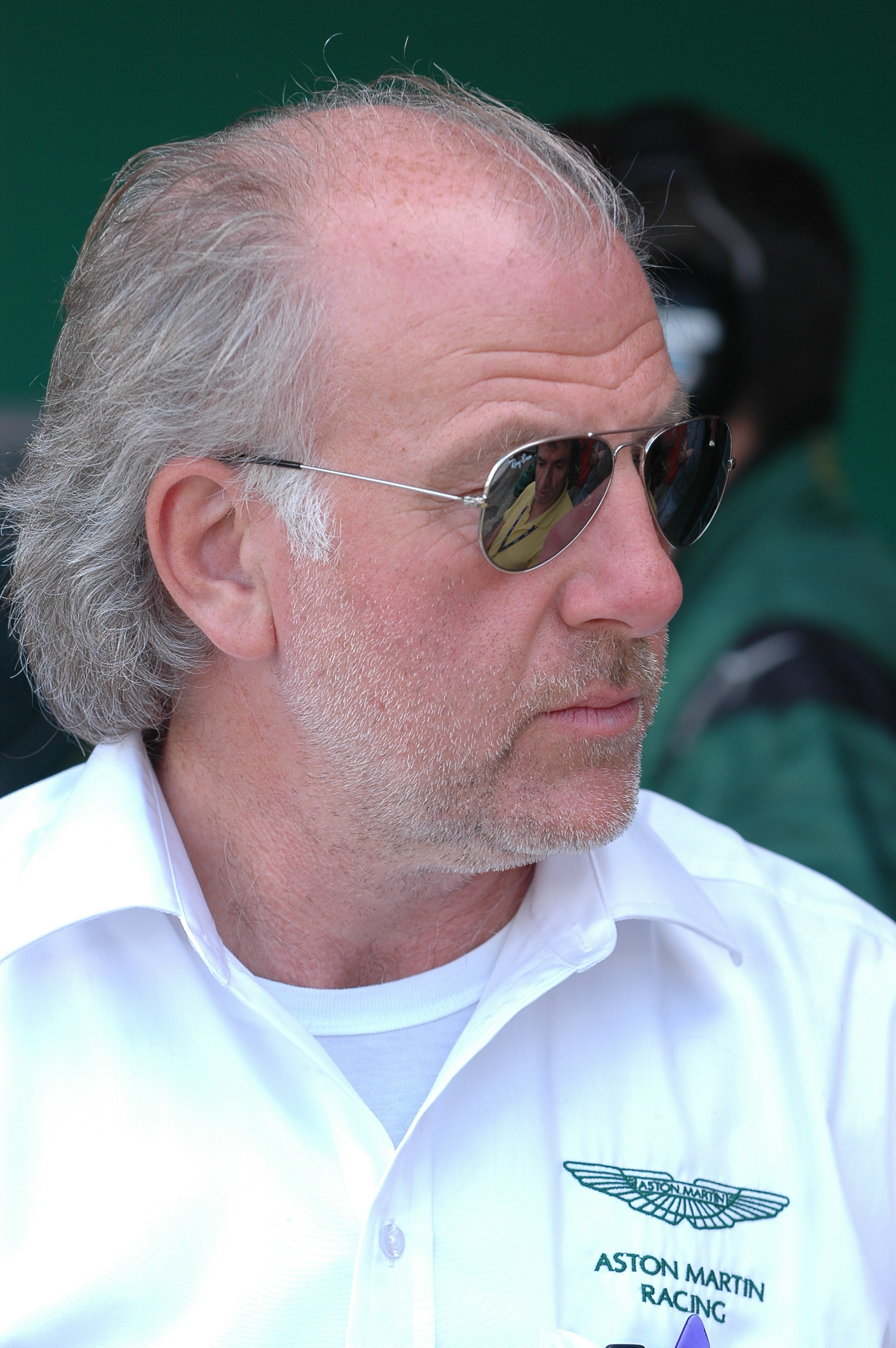
David Richards

David Pender Richards (Wales, 3 juni 1952) is de medeoprichter en eigenaar van Prodrive en Aston Martin Racing, en voormalig teambaas van de BAR en Benetton Formule 1 teams. Hij was ook als navigator actief in de rallysport, en werd hierin in 1981 wereldkampioen met Ari Vatanen.

## Carrière

### Rallysport
David Richard was een opgeleid accountant toen hij de stap maakte naar de autosport, waarin hij begon als navigator in de rallysport. Tussen 1979 en 1981 zat hij naast de Finse rallyrijder Ari Vatanen, met wie hij in 1980 het Brits rallykampioenschap wist te winnen actief voor het Rothmans Rally Team van David Sutton, met een Ford Escort RS1800. Groter succes kwam met een programma in het Wereldkampioenschap Rally in het seizoen 1981, toen het duo met drie overwinningen de wereldtitel op naam wist te schrijven. Kort daarna stopte Richards met navigeren.
In 1984 was hij medeoprichter van Prodrive, een preparateur in de autosport en automobiliteit. Na een korte stint met Porsche en BMW (waarmee het in het WK-Rally in Corsica 1987 won), begon in 1990 een samenwerkingsverband met Subaru. Subaru werd driemaal wereldkampioen bij de constructeurs, en heeft ook individueel succes voortgebracht bij verschillende rijders zoals Colin McRae, Carlos Sainz, Richard Burns, Tommi Mäkinen en Petter Solberg. Subaru verliet het kampioenschap na het seizoen 2008.
In 2000 kocht hij de televisie en commerciële rechten van het WK-Rally, toen hij International Sportworld Communicators van Bernie Ecclestone overnam. Deze rechten heeft hij sindsdien weer verkocht, en liggen tegenwoordig in handen van North One TV.
Vanaf het seizoen 2011 keert Prodrive onder teamleiding van Richards terug in het wereldkampioenschap met het automerk Mini.

### Formule 1
In 1998 maakte Richards voor het eerst de overstap naar de Formule 1, toen hij de ontslagen Flavio Briatore verving bij het Benetton team. Zijn periode bij het team duurde echter niet langer dan een jaar, aangezien hij geen overeenstemming kon bereiken met de Benettonfamilie over de langetermijnstrategie.
Een tweede stint kwam toen hij in 2001 de vertrokken Craig Pollock opvolgde bij het BAR team. De eigenaars BAT (British American Tobacco) schakelde assistentie in van Prodrive, waardoor Richards werd aangewezen als de nieuwe teambaas. Onder zijn gezag ontstond er een stijgende lijn in de resultaten, wat uiteindelijk leidde tot de teams tweede plaats in het constructeurskampioenschap in het seizoen 2004. Ook was hij verantwoordelijk voor het binnen brengen van Jenson Button, die in 2004 de meeste punten binnen bracht voor het team. Deze successen zorgde ervoor dat BAT het team verkocht aan Honda, en Prodrive het contract met BAT had uitgediend, waardoor Richards zijn rol als teambaas neerlegde.
In 2006 kondigde Richards aan de intentie te hebben om met Prodrive een eigen Formule 1 team te beginnen, en de FIA bevestigde officieel hun participatie voor het Formule 1 seizoen in 2008. Een gebrek aan duidelijkheid om de regel over klantenauto's en de dreiging om hierover een zaak aan te spannen, deed Prodrive uiteindelijk besluiten niet deel te nemen aan het kampioenschap. Een tweede poging ontstond in 2009, toen het team zich als een van vele anderen beschikbaar stelde voor het seizoen 2010. Deze mislukte echter ook, toen alle drie de plaatsen gegeven werden aan teams die Cosworth motoren gebruikte, terwijl Prodrive op dat moment al een overeenkomst had voor Mercedesmotoren.